# Kim Won-ho
Kim Won-ho (* 2. Juni 1999 in Suwon, Gyeonggi-do) ist ein südkoreanischer Badmintonspieler.

## Karriere
Kim erreichte 2016 bei den Juniorenasienmeisterschaften im Mixed mit Lee Yu-rim und mit der südkoreanischen Nachwuchsnationalmannschaft das Endspiel. Im folgenden Jahr erspielte er bei den Juniorenweltmeisterschaften im Herrendoppel und dem Teamwettbewerb die Bronzemedaille. Außerdem gewann Kim bei Wettkämpfen des BWF Grand Prixs den Titel bei den Korea Masters mit Seo Seung-jae und die Canada Open an der Seite von Shin Seung-chan, während er in drei weitere Finalspiele einzog. Mit der Nationalmannschaft triumphierte er beim Sudirman Cup, den Mannschaftsweltmeisterschaften der gemischten Teams. 2018 siegte Kim, dessen Mutter die Olympiasiegerin Gil Young-ah ist, bei den Osaka International und wurde Vizemeister bei den US Open. Bei den Mannschaftsasienmeisterschaften war er Teil der Auswahl, die die Bronzemedaille erspielte. Im nächsten Jahr verteidigte er seinen Titel bei den Osaka International und gewann auch bei den Mongolia International. Bei den Spanish International zog er ins Finale ein, während er bei den Asienmeisterschaften mit Kang Min-hyuk auf das Podium kam. 2021 kam Kim mit der Nationalmannschaft beim Sudirman Cup auf den dritten Platz, bevor er im Folgejahr an der Seite von Choi Sol-gyu bei den Indonesia Open erstmals das Endspiel eines Super-1000-Wettbewerbs erreichte. Bei den Olympischen Spielen 2024 in Paris gewann er mit Jeong Na-eun im Mixedwettbewerb die Silbermedaille.

## Sportliche Erfolge
| Jahr | Veranstaltung                       | Platz | Disziplin    | Partner         |
| ---- | ----------------------------------- | ----- | ------------ | --------------- |
| 2016 | U19-Juniorenasienmeisterschaft 2016 | 2.    | Mixed        | Lee Yu-rim      |
| 2016 | U19-Juniorenasienmeisterschaft 2016 | 2.    | Mannschaft   | Südkorea        |
| 2017 | Juniorenweltmeisterschaft 2017      | 3.    | Herrendoppel | Kang Min-hyuk   |
| 2017 | Juniorenweltmeisterschaft 2017      | 3.    | Mannschaft   | Südkorea        |
| 2017 | Sudirman Cup 2017                   | 1.    | Mannschaft   | Südkorea        |
| 2017 | Canada Open 2017                    | 2.    | Herrendoppel | Seo Seung-jae   |
| 2017 | Canada Open 2017                    | 1.    | Mixed        | Shin Seung-chan |
| 2017 | Macau Open 2017                     | 2.    | Herrendoppel | Seo Seung-jae   |
| 2017 | Korea Masters 2017                  | 1.    | Herrendoppel | Seo Seung-jae   |
| 2017 | US Open 2017                        | 2.    | Mixed        | Shin Seung-chan |
| 2018 | Asienmeisterschaft 2018             | 3.    | Mannschaft   | Südkorea        |
| 2018 | Osaka International 2018            | 1.    | Mixed        | Lee Yu-rim      |
| 2018 | US Open 2018                        | 2.    | Herrendoppel | Kang Min-hyuk   |
| 2019 | Asienmeisterschaft 2019             | 3.    | Herrendoppel | Kang Min-hyuk   |
| 2019 | Spanish International 2019          | 2.    | Herrendoppel | Seo Seung-jae   |
| 2019 | Mongolia International 2019         | 1.    | Herrendoppel | Park Kyung-hoon |
| 2019 | Osaka International 2019            | 1.    | Mixed        | Jeong Na-eun    |
| 2021 | Sudirman Cup 2021                   | 3.    | Mannschaft   | Südkorea        |
| 2022 | Indonesia Open 2022                 | 2.    | Herrendoppel | Choi Sol-gyu    |
| 2024 | Olympische Spiele 2024              | 2.    | Mixed        | Jeong Na-eun    |